# Zalesie (gmina Nurzec-Stacja)
Zalesie – wieś w Polsce położona w województwie podlaskim, w powiecie siemiatyckim, w gminie Nurzec-Stacja.
W latach 1975–1998 miejscowość należała administracyjnie do województwa białostockiego.
Prawosławni mieszkańcy wsi należą do parafii św. Dymitra w Żerczycach, a wierni kościoła rzymskokatolickiego do parafii Matki Bożej Częstochowskiej w Nurcu-Stacji.